# Godło Polskiej Rzeczypospolitej Ludowej
Godło Polskiej Rzeczypospolitej Ludowej, właśc. herb Polskiej Rzeczypospolitej Ludowej – jeden z symboli państwowych Polski Ludowej (tj. RP lat 1944–1952 i PRL lat 1952–1989).

## Historia i symbolika
Godło PRL było uszczerbionym, poprzez odjęcie korony z godła heraldycznego, przedwojennym jego wizerunkiem z polskiego herbu państwowego z 1927 roku. Korona z głowy orła usunięta została z powodów ideologicznych (w rozumieniu komunistycznych władz symbolizowała bowiem władzę monarszą). Godło zawierające białego orła bez korony było również nawiązaniem do wizerunków orła piastowskiego, oraz symbolu orła na hełmach żołnierzy z 1 Dywizji Piechoty im. Tadeusza Kościuszki.
Tak zmieniony herb II RP, funkcjonował od 1944. Aktem normatywnym, regulującym wygląd godła PRL, był art. 89 ust. 1 Konstytucji Polskiej Rzeczypospolitej Ludowej z 22 lipca 1952 roku. Później herb poprawiano jeszcze w 1955 i 1980 roku.
W 1946 r. rozpisano ogólnopolski konkurs na nowy kształt emblematu narodowego. Jak podkreślali bowiem znawcy, pozbawienie przedwojennego orła korony królewskiej przerywało płynną linię obwodu ptaka (skracało jego szyję, a wydłużało wzniesione ku górze lotki). Spłynęły liczne projekty i rysunki, które zbierał historyk-mediewista prof. Aleksander Gieysztor. Po długich debatach laureatem konkursu został prof. Michał Bylina. Wykonano nawet ulotki upowszechniające wybrany wzór orła. Sprawa budziła żywe zainteresowanie społeczeństwa. Dyskutowano zawzięcie czy orzeł ma być bardziej piastowski czy też bardziej jagielloński. Z biegiem lat zaczęto jednak stosować w praktyce wizerunek orła z 1928 r., ale bez korony. Dopiero dekret Rady Państwa z 7 grudnia 1955 r. nadał godłu sankcję urzędową stwierdzając, iż herbem PRL jest „orzeł biały z głową zwróconą w prawo i z rozwiniętymi skrzydłami oraz dziobem i szponami złotymi, w czerwonym polu prostokątnej tarczy o dolnej krawędzi wydłużonej pośrodku”. W 1980 r. Sejm Polskiej Rzeczypospolitej Ludowej zatwierdził dekret rządowy o godle, hymnie i barwach PRL.
31 grudnia 1989 roku weszła w życie zmiana konstytucji, która przywróciła koronę w godle Polski, jak również nazwę państwa „Rzeczpospolita Polska”. Jednakże w tej też postaci godło było stosowane aż do 22 lutego 1990, kiedy weszła w życie ustawa z dnia 9 lutego 1990 roku o zmianie przepisów o godle, barwach i hymnie Rzeczypospolitej Polskiej, wprowadzająca nowy wzór godła.

## Inne przykłady orła bez korony
Edward Dembowski jako pierwszy w kraju propagował wzięty ze sztandaru Towarzystwa Demokratycznego Polskiego wizerunek orła białego bez korony. Trzeci numer założonego przez niego pisma „Dziennik Rządowy Rzeczypospolitej Polskiej” z 28 lutego 1846 r. ma w nagłówku taki właśnie wizerunek orła. Identyczny widnieje na chorągwi powstańczej z tego okresu przechowywanej w Muzeum Historycznym Miasta Krakowa. Niesiono ponoć te chorągiew podczas słynnej procesji, którą zorganizował Dembowski na krakowskim Podgórzu, a w czasie której zginął od austriackiej kuli.
Podczas Wiosny Ludów 1848 r. między innymi 2 pułk ułanów Legionu Polskiego, walczącego na Węgrzech, miał na swym sztandarze orła białego bez korony.
Adam Mickiewicz, organizując swój Legion Mickiewicza we Włoszech kazał na biało-czerwonym sztandarze wyhaftować krzyż, a na czubku drzewca sztandarowego umieścił białego orzełka bez korony z krzyżykiem nad głową.
W 1856 r. Michał Czajkowski stworzył oddział kozaków osmańskich do walki z Rosją. Na sztandarze tego oddziału sąsiadują ze sobą srebrny półksiężyc i gwiazda Porty Osmańskiej z orłem białym bez korony.
18 listopada Józef Piłsudski jako Tymczasowy Naczelnik Państwa Polskiego powołał gabinet z premierem Jędrzejem Moraczewskim na czele, który wydał dekret iż godłem odrodzonego państwa polskiego jest orzeł biały bez korony. Funkcja wprowadzenia tego dekretu w życie przypadła Stanisławowi Thuguttowi, przywódcy lewicowego stronnictwa PSL „Wyzwolenie”. Pozbawienie orła korony wywołało burzę w prasie prawicowej. W styczniu 1919 r. następca Moraczewskiego Ignacy Paderewski uznał decyzje poprzednika w sprawie godła narodowego za nieważną.
Na odznace Mazurskiego Związku Ludowego z 1919 r., autorstwa Stanisława Kętrzyńskiego widzimy orła białego bez korony zrywającego zaborcze kajdany.
Nowe godło wojskowe pozbawione korony pojawiło się w oddziałach wojskowych tworzonych od 1943 r. w Związku Radzieckim. W pierwszych powojennych latach używały go (choć nie wszystkie) inne jednostki Ludowego Wojska Polskiego. Figurowało ono na pieczęciach urzędowych władzy ludowej, plakatach i znaczkach pocztowych.
Żołnierze I Batalionu im. Adama Mickiewicza walczący w szeregach 19 i 29 Zgrupowania Piechoty Polskiej w ramach francuskiego ruchu oporu w latach 1944–1945 w Montceau-les-Mines oraz 9 kompanii polskiej milicji okręgu Pas-de-Calais używali orła bez korony.
Po orła bez korony sięgnęły też formujące się w kraju oddziały Gwardii Ludowej i Armii Ludowej. Bardzo nieheraldyczny, ale za to solidny w żołnierskim użyciu (nie łamał się i dobrze tkwił na czapkach). Wzór GL-owskiego orzełka opracowali w Warszawie Stanisław Nowicki i Marian Spychalski. Tłoczył go masowo w fabryce przy ul. Podskarbińskiej 44 na Grochowie Zygmunt Duszyński.
Podobnego orła noszono na furażerkach organizacji Służba Polsce w dobie budowy Nowej Huty i Trasy W-Z.

## Orzeł bez korony na przestrzeni lat

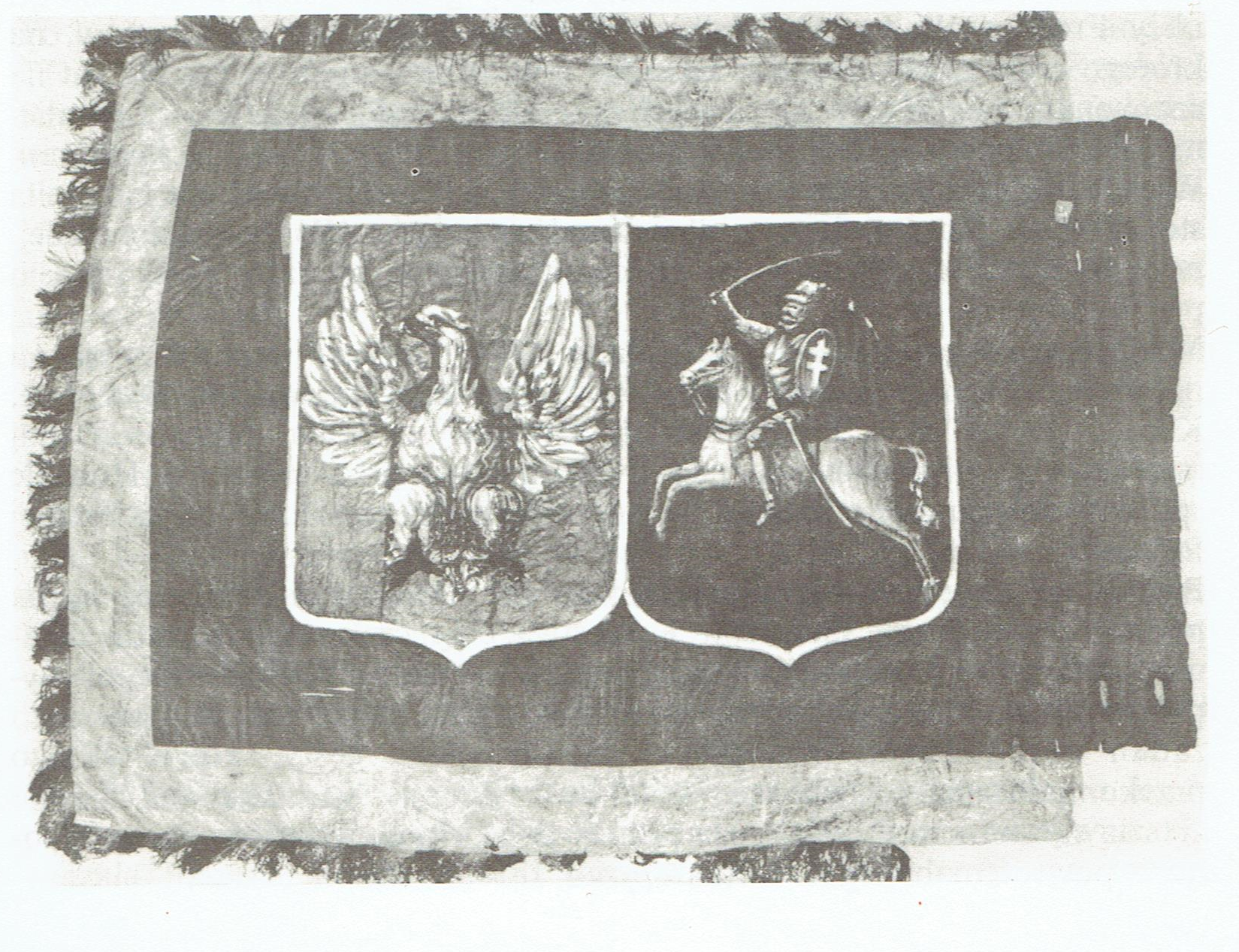
Symbol Powstania krakowskiego 1846 r.
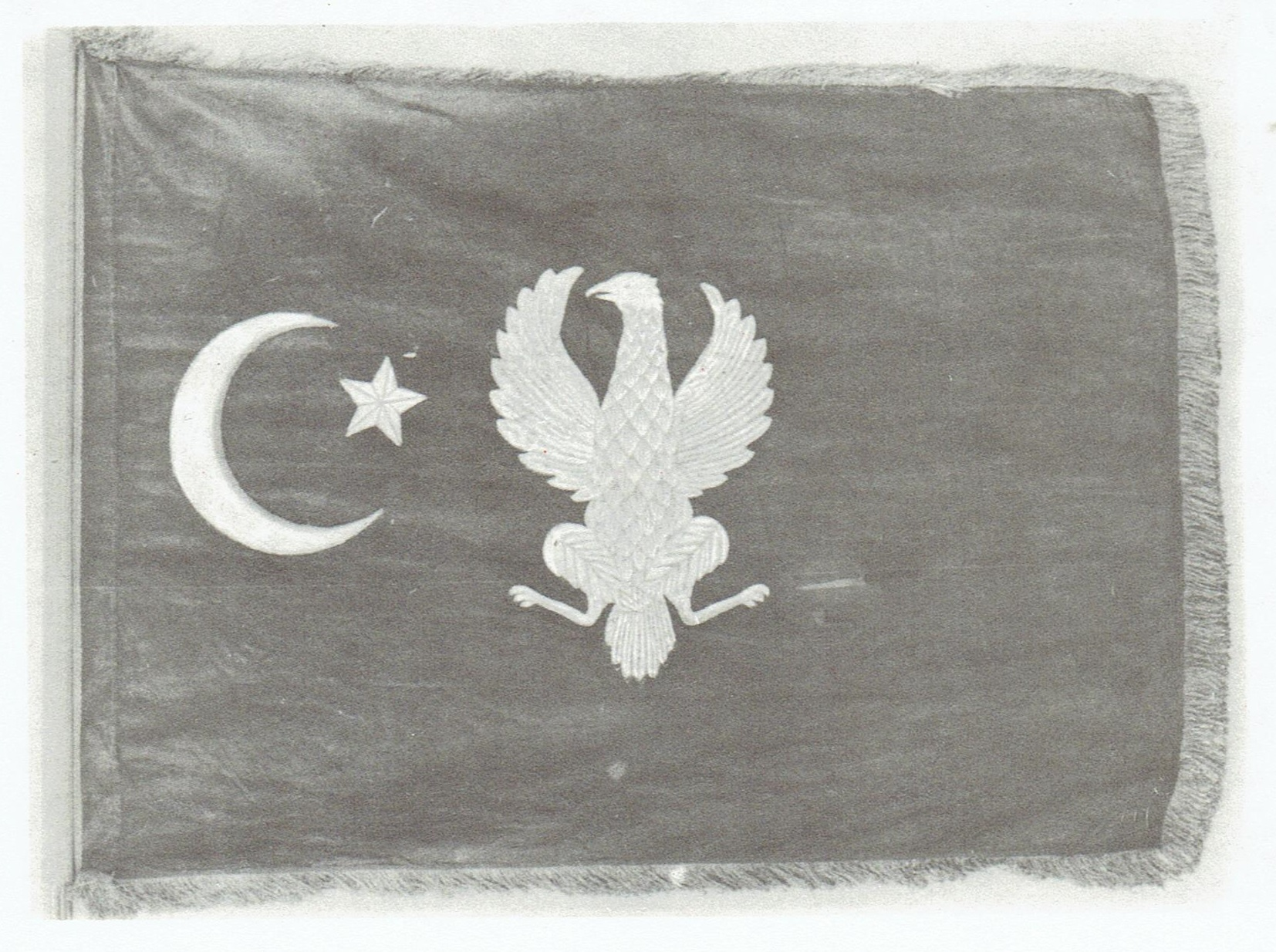
Sztandar z polskim białym orłem i z herbem Turcji z okresu wojny krymskiej w 1856 r.
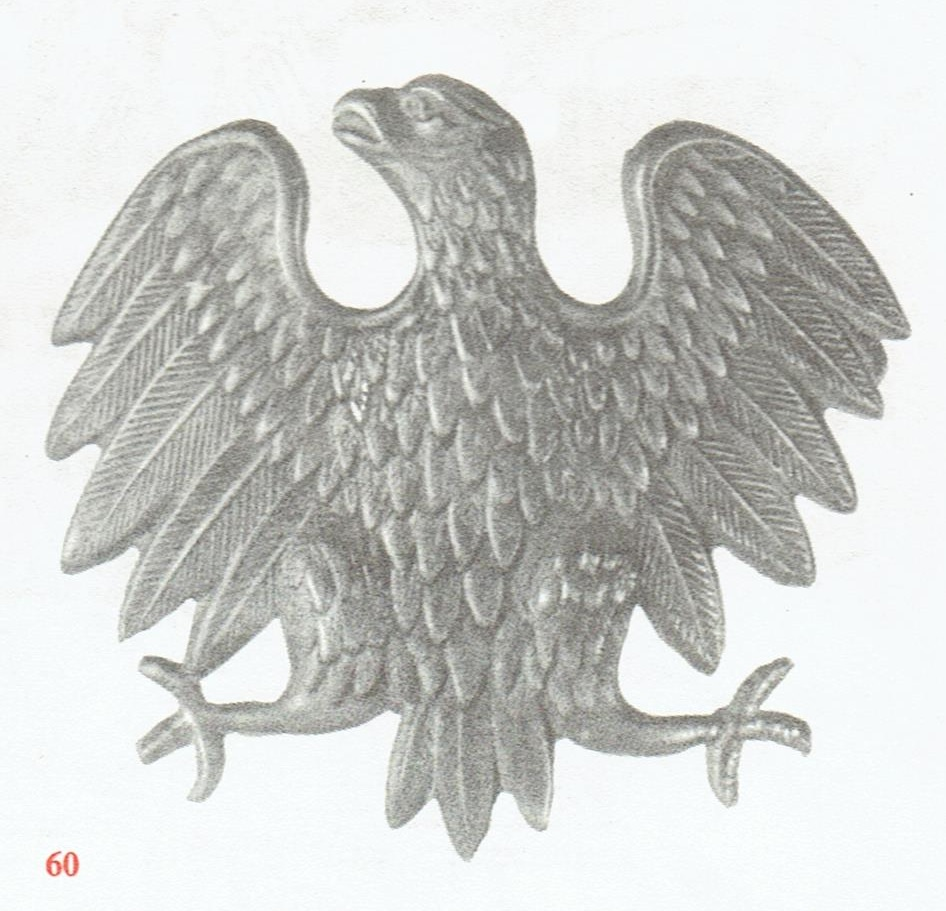
Orzeł 1 DP im. Tadeusza Kościuszki
Orzeł z manifestu PKWN
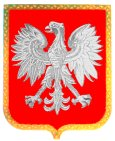
Herb Polski Ludowej wprowadzony z końcem lat 40. XX wieku
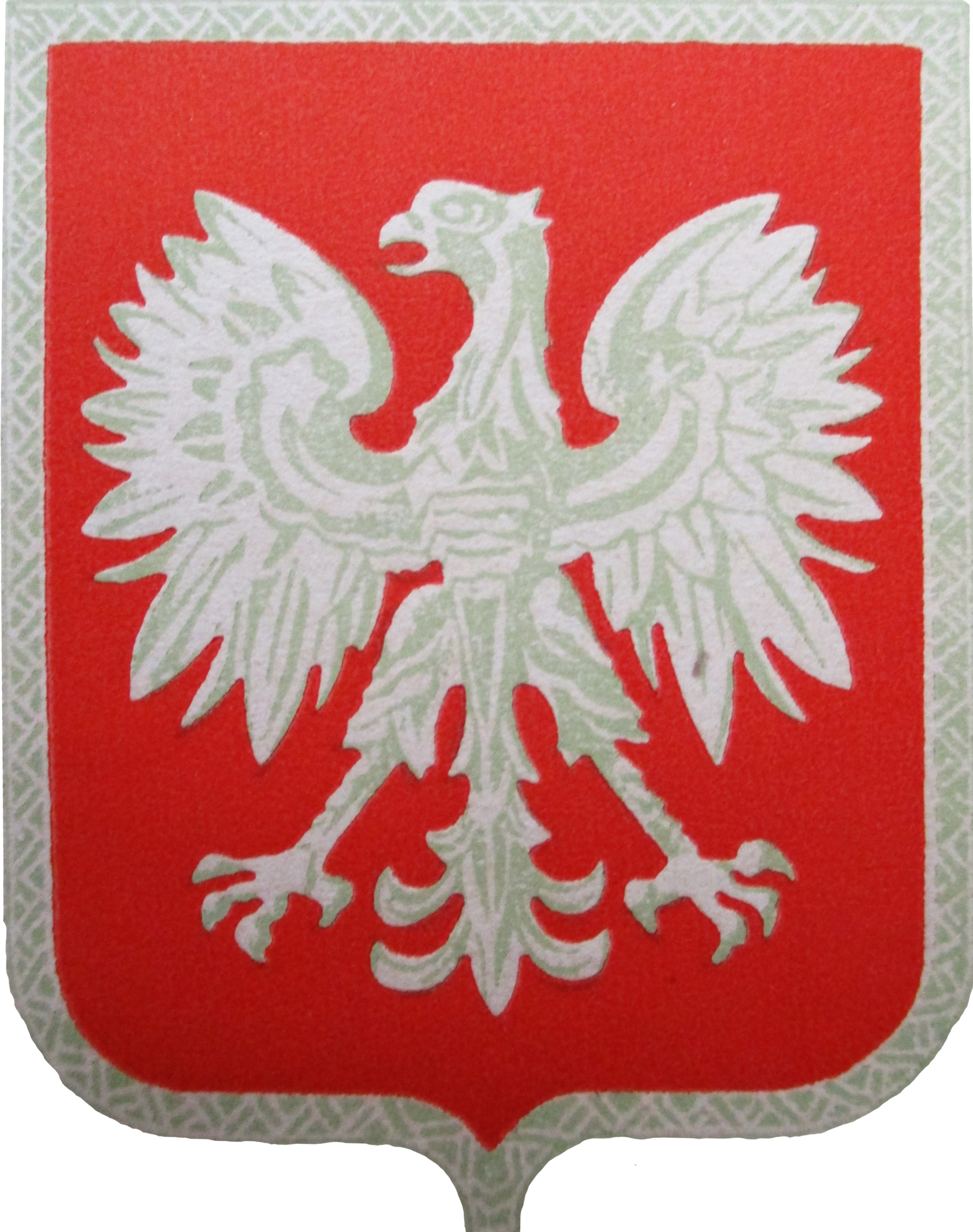
Herb Polskiej Rzeczypospolitej Ludowej wg Bolesława Bieruta z roku 1952
Herb PRL wprowadzony dekretem z dnia 7 grudnia 1955 roku[13]
Wariant herbu PRL używany około 1959-1980
Godło PRL wprowadzone dekretem z dnia 31 stycznia 1980 roku[1]
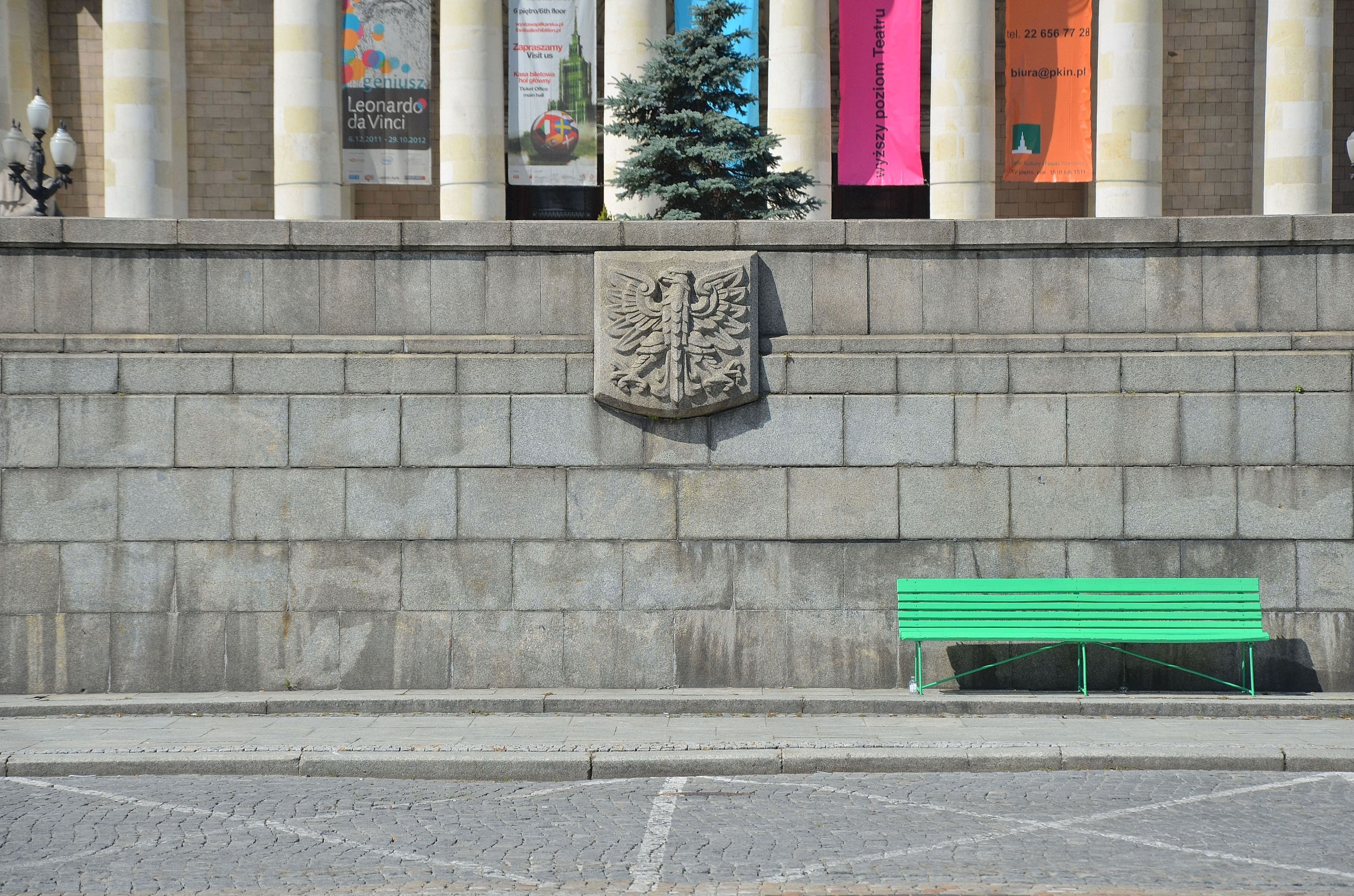
Trybuna honorowa z zachowanym godłem PRL na placu Defilad w Warszawie